# 雷索夫农村居民点
雷索夫农村居民点（俄语：Лысовское сельское поселение）是俄罗斯联邦伏尔加格勒州苏罗维基诺区所属的一个农村居民点。其下辖有6个居民点，行政中心为雷索夫。据2016年统计，该农村居民点的人口为1074人。